# Narciarstwo alpejskie na Zimowej Uniwersjadzie 2025
Narciarstwo alpejskie na Zimowej Uniwersjadzie 2025  odbyło się w dniach 14–22 stycznia 2025 w Bardonecchia- Melezet.

## Zestawienie medalistów

### Kobiety
| Data        | Konkurencja     | Złoto             | Srebro              | Brąz              |
| ----------- | --------------- | ----------------- | ------------------- | ----------------- |
| 15 stycznia | Superkombinacja | Emy Charbonnier   | Sophie Nyberg       | Louison Accambray |
| 17 stycznia | Supergigant     | Louison Accambray | Sophie Nyberg       | Emy Charbonnier   |
| 18 stycznia | Slalom gigant   | Sue Piller        | Delphine Darbellay  | Margherita Cecere |
| 21 stycznia | Slalom          | Sue Piller        | Amelie Klopfenstein | Margherita Cecere |

### Mężczyźni
| Data        | Konkurencja     | Złoto           | Srebro          | Brąz           |
| ----------- | --------------- | --------------- | --------------- | -------------- |
| 16 stycznia | Superkombinacja | Loïc Chable     | Jonas Skabar    | Tomás Barata   |
| 17 stycznia | Supergigant     | Ander Mintegui  | Emil Nyberg     | Jonas Skabar   |
| 19 stycznia | Slalom gigant   | Ander Mintegui  | Loïc Chable     | Nick Spörri    |
| 22 stycznia | Slalom          | Takayuki Koyama | Stefano Pizzato | Paul Silvestre |

### Drużynowo
| Data        | Konkurencja       | Złoto                                                                        | Srebro                                                                | Brąz                                                                          |
| ----------- | ----------------- | ---------------------------------------------------------------------------- | --------------------------------------------------------------------- | ----------------------------------------------------------------------------- |
| 20 stycznia | Slalom równoległy | Szwecja Regina Falk · Emil Nyberg · Stella Rodling Swanberg · Axel Lindqvist | Szwajcaria Sue Piller · Gino Stucki · Mathilde Phillips · Löic Chable | Francja Louison Accambray · Paul Silvestre · Marjolaine Ollier · Jonas Skabar |

## Tabela medalowa
*   Gospodarz ( Włochy)
| Miejsce | Reprezentacja | Złoto | Srebro | Brąz | Razem |
| ------- | ------------- | ----- | ------ | ---- | ----- |
| 1       | Szwajcaria    | 3     | 4      | 1    | 8     |
| 2       | Francja       | 2     | 1      | 5    | 8     |
| 3       | Hiszpania     | 2     | 0      | 1    | 3     |
| 4       | Szwecja       | 1     | 3      | 0    | 4     |
| 5       | Japonia       | 1     | 0      | 0    | 1     |
| 6       | Włochy*       | 0     | 1      | 2    | 3     |
| Razem   | Razem         | 9     | 9      | 9    | 27    |